# Secrets (The Weeknd)
Secrets is een nummer van de Canadese zanger The Weeknd uit 2017. Het is de zesde single van zijn derde studioalbum Starboy.
In het refrein van het nummer is de tekst gesampled uit Talking in Your Sleep van The Romantics, en aan het eind van het refrein zit een sample uit Pale Shelter van Tears for Fears. "Secrets" werd in een paar landen een (bescheiden) hit. Het nummer bereikte een bescheiden 27e positie in The Weeknd's thuisland Canada. In Nederland haalde het de Top 40 en de Tipparade niet, wel bereikte het de 55e positie in de Single Top 100.